# بيوتين (باد كاليه)
بيوتين، باد كاليه (بالفرنسية: Beutin)‏ هي بلدية تقع في إقليم باد كاليه من منطقة نور با دو كاليه في شمال فرنسا. تبلغ مساحة هذه المدينة 3 (كم²)، وترتفع عن سطح البحر 10 م، يبلغ عدد سكانها 497 نسمة حسب إحصاء المعهد الوطني للإحصاء والدراسات الاقتصادية سنة 2009 م. وترأس Dominique Masson البلدية خلال فترة (2001-2008).